# Lepidonotus cristatus
Lepidonotus cristatus är en ringmaskart som först beskrevs av Grube 1876.  Lepidonotus cristatus ingår i släktet Lepidonotus och familjen Polynoidae. Utöver nominatformen finns också underarten L. c. ornatus.